# 肯特城 (密歇根州)
肯特城（英語：Kent City）是位於美國密歇根州肯特縣蒂龍鎮區的一個村。

## 人口
根據2020年美國人口普查的數據，肯特城的面積為3.47平方千米，當中陸地面積為3.47平方千米，而水域面積為0.00平方千米。當地共有人口1262人，而人口密度為每平方千米363人。